# زينب السامرائي
زينب السامرائي (بالنرويجية البوكمول: Zaineb Al-Samarai)‏ (مواليد 22 أكتوبر 1987) سياسية نرويجية عن حزب العمال.
تشغل منصب نائبة في البرلمان النرويجي عن أوسلو خلال الفترة من 2017 إلى 2021. هربت مع عائلتها من العراق إلى النرويج في عام 1994. استقرت السامرائي في هولمليا وانتخبت في مجلس مدينة أوسلو في عامي 2011 و 2015 وترأست نادي هولمليا الرياضي. وزينب السامرائي ترأست اللجنة الأولمبية النرويجية بعد فوزها على منافستها في عام 2023.